# نوبس(NOBUS)
نوبس (بلانجليزية:NOBUS) ("لا أحد غيرنا") هو مصطلح تستخدمه وكالة الأمن القومي الأمريكية (NSA) لوصف نوع معين من الثغرات الأمنية: تلك التي تعتقد الوكالة أن الولايات المتحدة وحدها لديها القدرة على استغلالها .
مع التطور المستمر للتكنولوجيا والتشفير، تتجه الكيانات حول العالم نحو استخدام منصات وأنظمة مشتركة مثل Microsoft ولينكس و ابل . هذا التقارب في الاستخدام يخلق صراعًا محوريًا: بين إصلاح ثغرات النظام لحماية المعلومات الشخصية، واستغلال نفس الثغرات لجمع معلومات استخباراتية عن الخصوم.
لمواجهة هذا التحدي، طوّرت وكالة الأمن القومي الأمريكية (NSA) نظام نوبس( NOBUS) ("لا أحد غيرنا"). من خلال هذا النظام، تُقيّم الوكالة احتمالية قدرة خصم على استغلال ثغرة أمنية معروفة في النظام. إذا قرروا أن الثغرة لا يمكن استغلالها إلا من قبل وكالة الأمن القومي، وذلك لأسباب مثل تفوقهم في الموارد الحاسوبية، أو الميزانية، أو مجموعة المهارات، فإنهم يصنفونها على أنها NOBUS. في هذه الحالة، لن تتخذ الوكالة أي إجراء لإصلاح الثغرة، بل ستتركها مفتوحة لاستغلالها ضد أهداف حالية أو مستقبلية .
يشير مفهوم NOBUS ("لا أحد غيرنا") بشكل عام إلى الفجوة في قدرات إشارات الاستخبارات (SIGINT) بين الولايات المتحدة وبقية العالم. مع ذلك، يعتقد المنتقدون أن هذا النهج في التعامل مع استخبارات الإشارات يُشكل تهديدًا أكبر للولايات المتحدة بدلًا من كونه ميزة. هذا يرجع إلى التقدم المستمر في قدرات الكيانات الأخرى، بالإضافة إلى تطور سوق شراء الثغرات الأمنية .

## تاريخ
خلال القرن العشرين، لم يكن هناك تعارض بين حماية الاتصالات الشخصية واعتراض اتصالات الخصوم . ففي الحرب العالمية الأولى والثانية، اشتملت استخبارات الإشارات (SIGINT) على مزيج من التنصت على الاتصالات اللاسلكية وفك شفرة الرسائل المستهدفة، وهي إجراءات لم تضعف أمن المعلومات الشخصية . على سبيل المثال، كانت عملية ألترا التي نفذها الحلفاء خلال الحرب العالمية الثانية مسؤولة عن فك شفرة إنيجما (Enigma)، وهو جهاز التشفير الألماني المستخدم في إرسال الرسائل العسكرية . من خلال كسر إنيجما، لم يتأثر أمن آلة التشفير الخاصة الحلفاء، SIGABA، نظرًا لوجود أنظمة منفصلة تستخدم تكنولوجيا مستقلة .كن مع تقدم التكنولوجيا، بدأ هذا الفصل بين استخبارات الإشارات الهجومية (عملية اعتراض اتصالات الخصوم) واستخبارات الإشارات الدفاعية (عملية حماية الرسائل الشخصية) في الاختفاء .
لقد أدت التطورات في مجالات الاتصالات والإنترنت، بالإضافة إلى هيمنة الشركات الكبرى مثل مايكروسوفت وأبل، إلى واقع حيث غالبًا ما يستخدم طرفا أي صراع نفس النظام . نتيجة لذلك، إذا اكتشفت مجموعة ما ثغرة أمنية في نظام خصمها، فمن المرجح أنها اكتشفت ثغرة مماثلة في نظامها الخاص.
هذا الوضع يضع صانعي القرار أمام معضلة معقدة: الكشف عن الثغرة الأمنية بهدف إصلاحها يُضعف القدرات الاستخباراتية، بينما حجب المعلومات المتعلقة بالثغرة يُضعف الأمن العام. هذا التوازن الدقيق يجعل من الصعب للغاية اتخاذ قرار بشأن كيفية التعامل مع الثغرة الأمنية المكتشفة .
أصبحت مجموعة تحالف الاستخبارات المعروفة باسم " العيون الخمس" ، والتي تتكون من الولايات المتحدة وكندا وأستراليا ونيوزيلندا والمملكة المتحدة، في وضع فريد من نوعه في العالم للاستفادة من التقدم التكنولوجي لقدراتها في مجال استخبارات الإشارات. تمر جميع الاتصالات تقريبًا عبر العالم فعليًا عبر إحدى العيون الخمس، مما يمنحها ميزة مادية في قدراتها على التنصت. كان هذا الموقع الجغرافي أحد الأسباب التي جعلت الولايات المتحدة تتصدر حملة SIGINT في وقت مبكرممممممممممم
أصبحت مجموعة تحالف الاستخبارات المعروفة باسم " العيون الخمس" (والتي تضم الولايات المتحدة، كندا، أستراليا، نيوزيلندا، والمملكة المتحدة) في وضع فريد عالميًا يمكنها من الاستفادة من التقدم التكنولوجي لتعزيز قدراتها في مجال استخبارات الإشارات (SIGINT) . تقريبًا جميع الاتصالات حول العالم تمر فعليًا عبر إحدى دول "العيون الخمس"، مما يمنحها ميزة مادية كبيرة في قدراتها على التنصت. هذا الموقع الجغرافي كان أحد الأسباب الرئيسية التي جعلت الولايات المتحدة تتصدر حملة SIGINT في وقت مبكر.
بالإضافة إلى ذلك، فإن كون العديد من شركات التكنولوجيا شركات أمريكية منح الولايات المتحدة سلطة قانونية على هذه الشركات، وهو ما تفتقر إليه كيانات وحكومات أخرى. من الأمثلة على هذه الميزة التي تندرج تحت مفهوم NOBUS هو برنامج وكالة الأمن القومي المعروف باسم بريسم . يمنح هذا البرنامج وكالة الأمن القومي القدرة على طلب معلومات من شركات مثل جوجل، أبل، مايكروسوفت وغيرها، وذلك فيما يتعلق بأهدافهم الاستخباراتية .

وقد اعترفمدير وكالة الأمن القومي السابق مايكل هايدن منذ ذلك الحين بمفهوم نوبس:
تنظر وكالة الأمن القومي إلى الثغرة الأمنية من منظور مختلف. حتى مع وجود الثغرة، فإنها تُقيّم ما إذا كان استغلالها يتطلب قوة حاسوبية هائلة أو سمات أخرى كبيرة. هنا، يطرح السؤال: من غيرنا يمكنه القيام بذلك؟ إذا كانت هناك ثغرة أمنية تضعف التشفير ولكنها تتطلب "أربعة أفدنة من أجهزة كمبيوتر Cray في الطابق السفلي" لكي تعمل، فإن الوكالة تصنفها كـ"NOBUS". في هذه الحالة، ترى الوكالة أن هذه الثغرة لا تُفرض عليهم أخلاقيًا أو قانونيًا محاولة إصلاحها. بل على العكس، يعتقدون أنه من الناحية الأخلاقية والقانونية، يمكنهم محاولة استغلالها للحفاظ على سلامة الأمريكيين من الآخرين .
لقد أدى تحويل سوق استغلال يوم الصفر (Zero-Day Exploits) إلى سلعة إلى تغيير مشهد استخبارات الإشارات في العقد الأول من القرن الحادي والعشرين .
ثغرة يوم الصفر (أو 0 يوم) هي نقطة ضعف في برنامج حاسوبي لا يعلم عنها مطور البرنامج، وبالتالي لا يوجد حل فوري لها. بعبارة أخرى، عندما تُستخدم هذه الثغرة لسرقة المعلومات أو إتلاف نظام ما، يكون لدى المطورين "مهلة صفر" لإصلاحها .
في التسعينيات، كان عدد قليل من الأفراد يطورون ويبيعون ثغرات يوم الصفر. لكن في أوائل العقد الأول من القرن الحادي والعشرين، بدأت شركات متخصصة في شراء هذه الثغرات من القراصنة حول العالم في الظهور. هذا السوق الرمادي لاستغلال الثغرات الأمنية غير المكتشفة سمح لأي شخص في العالم لديه أموال كافية بشراء ثغرات أمنية للأنظمة المستخدمة بشكل شائع .
في عام 2013، كشف المُخبر الأمريكي إدوارد سنودن وثائق من وكالة الأمن القومي (NSA) أظهرت أن الوكالة أنفقت مبالغ هائلة في سوق ثغرات "يوم الصفر" لتجميع الثغرات الأمنية، ويُرجح أنها كانت أكبر مشترٍ في هذا المجال .
تُعد القدرة على إنفاق أعلى مبلغ على هذه الثغرات استغلالًا لقدرة NOBUS، نظرًا لأن العديد من الكيانات الأخرى لا تستطيع غالبًا إنفاق هذا القدر من المال على الاستغلال . على سبيل المثال، بحلول عام 2012، كان دخل ثغرة واحدة في نظام التشغيل iOS قد يصل إلى 250 ألف دولار في السوق الرمادية وفي عام 2021، من المعروف أن وكالة الأمن القومي تنفق 10 أضعاف ما تنفقه على الاستخبارات الهجومية مقارنة بالدفاعية، مع وجود 100 موظف في الهجوم مقابل كل موظف في الدفاع .
كشفت تسريبات إدوارد سنودن أيضًا عن برنامج مشترك بين وكالة الأمن القومي الأمريكية (NSA) ونظيرتها البريطانية مقر الاتصالات الحكومية (GCHQ)، يُعرف باسم Muscular. يتضمن هذا البرنامج التنصت على كابلات الإنترنت البحرية التابعة لشركات كبرى مثل جوجل وياهو . تُعرف عملية جمع هذه المعلومات، أثناء انتقالها دون تشفير بين الخوادم الداخلية للشركات، باسم ""التجميع العلوي"، وكانت الشركات المتضررة تجهل تمامًا هذا الأمر. جرت هذه العملية على الأراضي البريطانية، وهو ما يُظهر قدرة NOBUS بوضوح، نظرًا لكون وكالة الأمن القومي ومقر الاتصالات الحكومية حليفين ويعملان معًا في هذا البرنامج .

## استجابة الحكومة الأمريكية
في عام 2014، وفي أعقاب تسريبات إدوارد سنودن، تناول الرئيس الأمريكي باراك أوباما تكتيكات الاستخبارات الإلكترونية التي تتبعها وكالة الأمن القومي  في خطابه، أعلن أوباما أنه سيعمل على تعزيز الرقابة التنفيذية على الاستخبارات، وذلك بهدف مراعاة الأمن الفردي، العلاقات الخارجية، ونوايا الشركات. كما أعلن عن تعيين مسؤول كبير جديد في البيت الأبيض يكون مسؤولًا عن تنفيذ ضمانات الخصوصية الجديدة . ومع ذلك، لم يتم التطرق بشكل مباشر إلى استخدام ثغرات "يوم الصفر" في هذا الخطاب، حيث ركز النقاش بشكل أساسي على جمع وكالة الأمن القومي لسجلات الهاتف داخل الولايات المتحدة.
في عام 2014، بعد بضعة أشهر من خطاب الرئيس أوباما حول استخبارات الإشارات (SIGINT)، تم اكتشاف خطأ فادح في أداة التشفير الشهيرة OpenSSL . هذا الاستغلال، المعروف باسم Heartbleed، اخترق البرامج في جميع أنحاء العالم، بما في ذلك وزارة الدفاع الأمريكية . في أعقاب اكتشاف ثغرة Heartbleed، تحدث مايكل دانييل، منسق الأمن السيبراني في إدارة أوباما، علنًا عن الإجراء الذي تتبعه وكالة الأمن القومي لتحديد نقاط الضعف التي يجب الاحتفاظ بها وتلك التي يجب الكشف عنها  ذكر دانييل العديد من النقاط التي تأخذها الوكالة في الاعتبار، وهي على وجه التحديد: مقدار الضرر الذي يمكن أن يسببه الاستغلال إذا تم الكشف عنه، وما إذا كان من الممكن جمع المعلومات الاستخباراتية بطريقة أخرى . بالإضافة إلى ذلك، أكد دانييل أنه إذا تم الاحتفاظ بالثغرة الأمنية لاستخدامها، فسيكون ذلك مؤقتًا فقط وسيتم تسليمها لتصحيحها بعد فترة قصيرة من الاستخدام من قبل الوكالة  كانت هذه هي المرة الأولى التي تعترف فيها حكومة الولايات المتحدة علنًا باستخدام ثغرات "يوم الصفر" في استخبارات الإشارات. يُعرف هذا البروتوكول الذي حدده دانييل في عام 2014 باسم عملية أسهم نقاط الضعف (VEP) .

## نقد
يزعم المنتقدون أن وكالة الأمن القومي الأمريكية، وبالتالي الولايات المتحدة، لم تعد تتمتع بتقدم كبير على بقية العالم في مجال استخبارات الإشارات كما كانت عليه في السابق . ومن هذا المنطلق، يرون أنه من الخطير أن تترك وكالة الأمن القومي ثغرة أمنية مفتوحة لمجرد الاعتقاد بأنها من نوع "NOBUS" (لا أحد غيرنا) .
تُقتبس مذكرة مسربة لوكالة الأمن القومي الأمريكية تعود إلى عام 2012، حيث جاء فيها: "لقد أصبح من الواضح أن دولًا قومية أخرى تعمل على صقل مهاراتها والانضمام إلى المشهد" . يُعد هذا دليلًا على أن وكالة الأمن القومي تدرك الفجوة المتزايدة في القدرات. في أغسطس 2016، قامت مجموعة من القراصنة غير المعروفين تُعرف باسم "Shadow Brokers" بتسريب رمز وكالة الأمن القومي الذي كشف عن الأدوات الدقيقة التي تستخدمها الوكالة، مما منح فعليًا قدرات "NOBUS" لأي شخص يضع يديه على هذا الرمز . وفي أبريل 2017، ذهب "Shadow Brokers" أبعد من ذلك، وقام بتسريب عشرين من أكثر ثغرات "يوم الصفر" فعالية والتي طورتها الوكالة وجمعتها . في أعقاب هذا التسريب، صرح مدير وكالة الأمن القومي السابق مايكل هايدن، الذي دافع عن الوكالة خلال تسريبات سنودن في عام 2013، بأنه لا يستطيع "الدفاع عن وكالة تمتلك أدوات قوية إذا لم تتمكن من حماية الأدوات والاحتفاظ بها في يديها" .
ومن خلال تسريب ترسانة الأمن السيبراني التابعة لوكالة الأمن القومي، كشف وسطاء الظل أيضًا أن الوكالة كانت تحتفظ بثغرات أمنية منخفضة المستوى لا تتطلب معدات أو خبرة واسعة النطاق. يقال إن بعض الأدوات كانت سهلة الاستخدام للغاية لدرجة أنها كانت في الأساس "أداة للتوجيه والتصوير". هذه الثغرات الأمنية، بحكم التعريف، ليست من نوع NOBUS، والاحتفاظ بها ضمن ترسانة وكالة الأمن القومي الأميركية بدلاً من الكشف عنها حتى يمكن إصلاحها يهدد أمن الأبرياء في مختلف أنحاء العالم الذين استخدموا هذه البرامج الضعيفة. إن اكتشاف أن وكالة الأمن القومي كانت تحجب الثغرات الأمنية منخفضة المستوى لسنوات يتناقض بشكل مباشر مع خطة الاستغلال الوقائي التي وضعها منسق الأمن السيبراني آنذاك مايكل دانييل في عام 2014.
لقد أدى سوق استغلال ثغرات "يوم الصفر" إلى تعرض وكالة الأمن القومي الأمريكية (NSA) لانتقادات شديدة . من الواضح أن الثغرات الأمنية التي يتم شراؤها في السوق الرمادية لا يمكن اعتبارها من نوع NOBUS ("لا أحد غيرنا")، لأن أي شخص يمتلك التمويل الكافي يستطيع شراءها .
علاوة على ذلك، لا توجد أي ضمانة بأن الجهة التي تبيع ثغرة أمنية لمجموعة واحدة لن تقوم ببيعها لمجموعة أخرى. لذلك، يشعر المنتقدون بالقلق من أن إبقاء هذه الثغرات مفتوحة بدلًا من إصلاحها يهدد أمن الأفراد الأبرياء الذين يستخدمون الأنظمة المعرضة للخطر، حيث لا يمكن التأكد من هوية من لديه حق الوصول إلى هذه الثغرات .
من الانتقادات الشائعة الأخرى لنظام NOBUS أن وكالة الأمن القومي تستغل نقاط ضعف في أنظمة يستخدمها المواطنون الأمريكيون وتجمع بيانات من خوادم مستضافة في الولايات المتحدة. تثير هذه الممارسات مخاوف أخلاقية وقانونية بشأن قدرة الوكالة على تجنب جمع البيانات من المواطنين الأمريكيين .
يرى النقاد أيضًا أنه لا يوجد دليل ملموس على أن استراتيجية NOBUS تحافظ على سلامة الناس . في السابق، أُفيد بأن نظام NOBUS قد نجح في منع 50 هجومًا إرهابيًا، لكن هذا الرقم تم تعديله لاحقًا ليصبح 1 أو 2 فقط .
في عام 2017، أوصت دراسة ممولة من قبل مكتب مدير الاستخبارات الوطنية (ODNI) بأن يتحول مجتمع الاستخبارات بعيدًا عن استخبارات الإشارات كمصدر رئيسي للمعلومات . يعود السبب في ذلك إلى التطور السريع لأساليب التشفير، التي أصبحت معقدة للغاية بحيث يصعب اختراقها. بالإضافة إلى ذلك، تعطي القوانين في الولايات المتحدة الأولوية لخصوصية المواطنين الأمريكيين على جمع المعلومات الاستخباراتية، مما يعني أن وكالة الأمن القومي ووكالات الاستخبارات الأخرى تواجه تحديًا كبيرًا في الحصول على معلومات استخباراتية عن الإشارات .